# دکن (آلکن)
دکن (به انگلیسی: Decene) یک ترکیب شیمیایی است.